# Acanthocalyx
Acanthocalyx es un género de tres especies de la familia Dipsacaceae, algunas incluidas en la Caprifoliaceae, nativas de la región del Himalaya.

## Descripción
Con  raíces pivotantes carnosas, ramificada. Caudex leñoso, a menudo cubierto con restos de bases de las hojas viejas. Tallos florales emergentes desde las rosetas, por lo general con 2 líneas bilaterales de pelos en los entrenudos. Hojas caulinas opuestas; con pecíolos formando una vaina. Las inflorescencias subcapitadas, a menudo con una o más  flores en espiral debajo de la cabeza primaria; brácteas involucrales libres.  Corola tubular, un poco hinchada por debajo de las extremidades, con posterior 2 y 3 lóbulos anteriores. Estambres 4, ± iguales, inserta justo debajo de la parte hinchada del tubo de la corola. Estilo superior o igual a tubo de la corola de longitud; estigma en forma de disco. Aquenios lisos o rugosos, ápice ligeramente en forma de copa.

## Taxonomía
El género fue descrito por (DC.) Tiegh.  y publicado en Annales des Sciences Naturelles; Botanique, série 9 10: 199. 1909. La especie tipo es: Morina nana Wall. ex DC. 

## Especies
- Acanthocalyx alba
- Acanthocalyx delavayi
- Acanthocalyx nepalensis